# 陳靜 (乒乓球運動員)
陳靜（1968年9月20日—），中國大陸及臺灣退役桌球運動員，生於湖北武漢，是中华台北队上第一位獲得奧運乒乓球獎牌的選手。
陳靜於1986年進入中華人民共和國國家隊，1988年獲得漢城奧運桌球女子單打金牌、雙打銀牌（搭檔焦志敏），1991年10月前往台灣訓練桌球。1992年取得中華民國居留證，服務於合作金庫桌球隊。1993年，代表合庫桌球隊取得全國女單冠軍。
定居台湾后，陳靜嫁給前華航空安官李自正。1996年代表中華臺北隊拿下亞特蘭大奧運桌球女子單打銀牌。在2000年悉尼奧運会中，她代表中華台北拿下桌球女單銅牌，成为三次参加奥运会分获金银铜牌的选手，也是唯一一位代表中國大陸和台湾都获得过奥运奖牌的选手。
2003年，陳靜返回中国大陆，在华南师范大学攻读运动心理学博士，毕业后留校担任副教授，後升任教授，並曾为中国大陆乒乓球国家队心理科研小组负责人。2004年，她組建「廣東陳靜俱樂部」，並經營至今。

## 外部連結
- 陳靜在国际奥林匹克委员会的资料
- 陳靜的新浪微博